# Літературно-мистецька премія ВМС України імені адмірала Ярослава Окуневського
Заснована в 2006 — телерадіокомпанією ВМС ЗС України «Бриз» разом з Громадським військово-історичним клубом ВМС України імені С.Шрамченка літературно-мистецька премія ВМС України імені адмірала Ярослава Окуневського за найкраще висвітлення військової, військово-патріотичної тематики, життя Збройних сил України, твори на теми мариністики, пропаганди військово-морських традицій, культури і мистецтва українського народу. Нагрудний знак лауреатів цієї премії належить до загальнофлотських відзнак.

## Лауреати
- 2007 — Проценко Володимир Миколайович, за збірку поезій «Козацька Рада»
- 2011 — Кассала Іван Григорович — за збірку поезій «Мамина дорога»